# محمد جمعة بادي
الشيخ محمد جمعة بادي (1971 - الآن). رجل دين شيعي وخطيب حسيني وأديب وشاعر كويتي معاصر اشتهر بظهوره إعلامياً في بعض القنوات الفضائيَّة الشيعيَّة كالأنوار والزهراء من خلال مجالسه التي يلقيها بحسينية الرسول الأعظم في الكويت على وجه الخصوص.

## ولادته ونشأته
ولد في الكويت عام 1971، ودخل المدارس الحكوميَّة، وشرع خلال دراسته الثانوية في دراسة مواد المقدمات الحوزويّة، وكان في تلك الفترة مواظباً على حضور المجالس الحسينية كما تذكر المصادر التي ترجمت له، وقرر بعد ذلك أن ينخرط في سلك طلبة الحوزة، وهاجر لذلك إلى إيران.

## هجرته إلى إيران
سافر إلى إيران عام 1987 م للالتحاق بالحوزة العلميَّة في مدينة قم، ومكث فيها حتّى سنة 1998 م، وتدرَّج أثناء إقامته في قم في دراسته الحوزوية من المقدمات إلى السطوح، ودرس علم الكلام والرّجال والتفسير والعقيدة والحديث، وكان من أساتذته في مدينة قم: محمد رضا الجلالي، وعلي المروجي القزويني، وباقر الإيرواني، ومحمد مهدي الروحاني، عادل العلوي، عبد الله اللنكراني، وجعفر علم الهدى.
وحصل بعد دخوله في سلك رجال الدين وفي خلال أيام دراسته في الحوزة العلميَّة على شهادات علميَّة خاصةً، وإجازات رواية من العديد من أساتذة الحوزة، ووكالات من معظم المراجع المعاصرين في النجف وقم.

## عودته إلى الكويت
عاد إلى الكويت بعد سنين من المكوث في قم للتعلم في حوزتها العلميَّة، وابتدأ ظهوره في سلك الخطابة الحسينيَّة إذ ارتقى العديد من منابر حسينيات الكويت كحسينية الرسول الأعظم، والحسينية الجعفرية، والحسينية العباسية، وحسينية الياسين، وحسينية سيد محمد، وحسينية الهاشمية، والحسينية الحيدرية، وحسينية دار الحسين، وغيرها. كما ارتقى بعض منابر العراق، وكان له حضور بارز في منابر كثير من حسينيات البحرين.

## مؤلفاته وأعماله
ساهم بالاشتراك مع غيره في تحقيق بعض الكتب التراثيَّة وإخراجها للطبع ككتاب أسرار الشهادة للدربندي، وشرح ميمية أبي فراس الحمداني لأبي جعفر محمد الحسيني، وديوان الجمرات الوديَّة لملَّا عطية الجمري، ومن مؤلفاته وكتبه:
| - الدمعة الساكبة. - المصيبة الراتبة. - من فقه النساء. - لا تصوموا عاشوراء. | - تحريف القرآن. - الشعائر الحسينية. - منتقى العقد الجماني في نسب السيد الكاشاني. |